# METAMORPH
《TAEMIN SOLO CONCERT 'METAMORPH'》는 대한민국의 음악 그룹 샤이니의 멤버인 태민의 세 번째 콘서트 투어이다.

## 개요
2023년 10월 19일, SM 엔터테인먼트는 샤이니 공식 SNS를 통해 태민의 미니 4집 〈Guilty〉 발매에 발맞춘 단독 콘서트 개최 및 투어 일정을 발표하였고, 뒤이어 11월 1일에는 메인 포스터가 공개되었다. 티켓 예매는 멜론티켓을 통해 7일에는 팬클럽 선예매가, 9일에는 일반 예매가 진행되었다.
태민은 인천 영종도에 위치한 인스파이어 리조트 내 아레나에서 최초로 개최되는 단독 콘서트인 해당 투어를 통해 2일간 약 18,000여명의 누적 관객을 기록하였다.

## 투어 일정
| 일정             | 도시 | 국가     | 장소              | 관객 동원     |
| ---------------- | ---- | -------- | ----------------- | ------------- |
| 2023년 12월 16일 | 인천 | 대한민국 | 인스파이어 아레나 | 통산 18,000명 |
| 2023년 12월 17일 | 인천 | 대한민국 | 인스파이어 아레나 | 통산 18,000명 |
| 2024년 3월 8일   | 도쿄 | 일본     | 일본무도관        | 통산 30,000명 |
| 2024년 3월 9일   | 도쿄 | 일본     | 일본무도관        | 통산 30,000명 |
| 2024년 3월 10일  | 도쿄 | 일본     | 일본무도관        | 통산 30,000명 |

## 세트 리스트
- Concert Start -
- The Rizzness
- Advice
- 일식 (Black Rose)
- Criminal

- Ment -
- 유인 (Impressionable)
- Heaven
- Strings
- 제자리 (Not Over You)

- Ment -
- She Loves Me, She Loves Me Not
- Light
- Famous (KR)
- WANT
- 괴도 (Danger)

- The Rizzness Performance Video -
- DOOR (KR)
- Guilty
- MOVE

- Ment -
- 오늘 밤 (Night Away)
- Blue

- Encore -
- 이데아 (IDEA:理想)

- Ment -
- Pansy
- 사랑인 것 같아 (I Think It's Love)
- Identity

## 제작
- 주최, 주관 : SM 엔터테인먼트, CJ ENM
- 총연출 : 황상훈